# Sandra Stojiljkovic
Sandra Stojiljkovic (Malmö, 19 november 1981) is een Zweedse actrice.

## Biografie
Stojiljkovic, die geboren werd in stadsdeel Möllevången in Malmö,  heeft Servische roots. Als 22-jarige startte ze een opleiding aan de theaterschool in Malmö, waarbij ze onder meer stage liep bij Angereds teater in Göteborg. In 2008 studeerde Stojiljkovic af. Daarna raakte ze verbonden aan het Malmö Stadsteater.

## Filmografie (selectie)
| Jaar      | Titel               | Rol            | Type           | Opmerkingen     |
| --------- | ------------------- | -------------- | -------------- | --------------- |
| 2009      | Wallander           | Irina          | Televisieserie | 1 aflevering    |
| 2015      | The Bridge          | Samira         | Televisieserie | 3 afleveringen  |
| 2020-2023 | Top Dog             | Linda Maksumic | Televisieserie | 11 afleveringen |
| 2021-2022 | Thin Blue Line      | Danijela       | Televisieserie | 18 afleveringen |
| 2022      | Försvunna människor | Anja Kovacs    | Televisieserie | 6 afleveringen  |